# Ixora yaouhensis
Ixora yaouhensis là một loài thực vật có hoa trong họ Thiến thảo. Loài này được Schltr. mô tả khoa học đầu tiên năm 1906.